# Андерсон, Кайл
Кайл Андерсон (англ. Kyle F. Anderson, род. 20 сентября 1993 года) — американский профессиональный баскетболист, выступающий в Национальной баскетбольной ассоциации за клуб «Майами Хит». До прихода в НБА выступал за баскетбольную команду университета Калифорния «УКЛА Брюинз», где на втором году обучения в сезоне 2013/14 был включен в сборную всех звёзд конференции Pac-12, а также в национальную третью сборную всех звёзд.

## Профессиональная карьера
16 апреля 2014 года Андерсон объявил, что уходит из университета и выставляет свою кандидатуру на драфт НБА. Также как и перед приходом в университет, когда его критиковали за стиль игры и считали что ему не удастся хорошо выступать на студенческом уровне, многие считали, что из-за небольшая скорость Андерсона станет препятствием для него в НБА. Скауты многих команд рассматривали его как тяжёлого форварда, сравнивая с Борисом Дьяо — игрока НБА с параметрами тяжёлого форварда, играющего в неторопливом темпе.

### Сан-Антонио Спёрс (2014—2018)
На драфте НБА Андерсону предсказывали выбор в конце первого раунда и, в итоге, он был выбран под 30-м номером чемпионом НБА «Сан-Антонио Спёрс». 12 июля он подписал с командой контракт и принял участие в Летней лиге в Лас-Вегасе. За шесть игр в лиге он в основном играл на «крыльях» площадки, изредка на позиции тяжёлого форварда или разыгрывающего защитника. В сезоне 2014/15 Андерсон стал единственным новым игроком «Спёрс», которые сохранили своё чемпионский состав. Андерсон дебютировал на площадке в четвёртой игре сезона. В игре против «Хьюстон Рокетс» главный тренер «Спёрс» Грегг Попович решил дать отдохнуть ветеранам команды, в результате чего Кайл провёл на площадке 31 минуту. В матче Андерсон реализовал 1 из 8 бросков с игры, сделал 8 подборов, 4 передачи и 2 перехвата.
Во время своего дебютного сезона Андерсон несколько раз переводился в фарм-клуб «Спёрс» «Остин Спёрс» из Лиги развития НБА. В Ди-Лиге Кайл показывал хорошие результаты и 9 февраля даже назывался игроком недели Ди-Лиги., а позже и игроком месяца.

### Мемфис Гриззлис (2018—2022)
После сезона 2017/18 Андерсон стал ограниченно свободным агентом.
Игрок подписал четырехлетний контракт с «Мемфис Гриззлис» на сумму 37,2 миллионов долларов после того, как «Спёрс» отказались повторить предложение.

### Миннесота Тимбервулвз (2022—2024)
8 июля 2022 года Андерсон подписал контракт с командой «Миннесота Тимбервулвз». 9 декабря Андерсон набрал 15 очков и сделал максимальные в сезоне 12 передач во время победы над «Ютой Джаз» со счетом 118-108.
9 апреля 2023 года во время матча против «Нью-Орлеан Пеликанс» Андерсон вступил в перепалку со своим партнером по команде Руди Гобером. После словесной перепалки Гобер ударил Андерсона, в результате чего Гобер был удален с площадки. Гобер не вернулся в игру, а позже был отправлен домой из раздевалки. В своем первом сезоне в составе «Тимбервулвз» Андерсон набирал в среднем 9,4 очка, 5,3 подбора и 4,9 передачи за игру.

### Голден Стэйт Уорриорз (2024—2025)
6 июля 2024 года Андерсон был обменян в «Голден Стэйт Уорриорз» в рамках сделки с шестью командами, в которую также вошли «Филадельфия Севенти Сиксерс», «Даллас Маверикс», «Денвер Наггетс» и «Шарлотт Хорнетс», что стало первой сделкой с шестью командами в НБА.

### Майами Хит (2025—настоящее время)
6 февраля 2025 года Андерсон был обменян в «Майами Хит» в рамках сделки с пятью командами.

## Выступления за национальную сборную
Андерсон участвовал в тренировочных лагерях команд Федерации баскетбола США до 16 и до 17 лет, а также включался в мужскую баскетбольную сборную развития в 2009/2010 годах. В 2012 году он в составе молодёжной сборной США участвовал в турнире Nike Hoop Summit, в котором лучшие американские школьники играли против команды иностранных игроков в возрасте до 19 лет.
В 2023 года Андерсон заявил, что рассмотрит возможность выступления за сборную Китая. 24 июля 2023 года Китайская баскетбольная ассоциация объявила о получении им китайского гражданства в преддверии Чемпионата мира по баскетболу ФИБА 2023 года. Как и в случае с другими спортсменами, ставшими натурализованными гражданами Китая, неизвестно, требовал ли Китай от Андерсона отказа от его первоначального гражданства.

## Статистика

### Статистика в НБА
| Сезон                                                                                    | Команда     | Регулярный сезон | Регулярный сезон | Регулярный сезон | Регулярный сезон | Регулярный сезон | Регулярный сезон | Регулярный сезон | Регулярный сезон | Регулярный сезон | Регулярный сезон | Регулярный сезон | Серия плей-офф | Серия плей-офф | Серия плей-офф | Серия плей-офф | Серия плей-офф | Серия плей-офф | Серия плей-офф | Серия плей-офф | Серия плей-офф | Серия плей-офф | Серия плей-офф |
| Сезон                                                                                    | Команда     | GP               | GS               | MPG              | FG%              | 3P%              | FT%              | RPG              | APG              | SPG              | BPG              | PPG              | GP             | GS             | MPG            | FG%            | 3P%            | FT%            | RPG            | APG            | SPG            | BPG            | PPG            |
| ---------------------------------------------------------------------------------------- | ----------- | ---------------- | ---------------- | ---------------- | ---------------- | ---------------- | ---------------- | ---------------- | ---------------- | ---------------- | ---------------- | ---------------- | -------------- | -------------- | -------------- | -------------- | -------------- | -------------- | -------------- | -------------- | -------------- | -------------- | -------------- |
| 2014/15                                                                                  | Сан-Антонио | 33               | 8                | 10,9             | 34,8             | 27,3             | 64,3             | 2,2              | 0,8              | 0,5              | 0,2              | 2,2              | Не участвовал  | Не участвовал  | Не участвовал  | Не участвовал  | Не участвовал  | Не участвовал  | Не участвовал  | Не участвовал  | Не участвовал  | Не участвовал  | Не участвовал  |
| 2015/16                                                                                  | Сан-Антонио | 78               | 11               | 16,0             | 46,8             | 32,4             | 74,7             | 3,1              | 1,6              | 0,8              | 0,4              | 4,5              | 10             | 0              | 12,9           | 32,0           | 33,3           | 85,7           | 2,4            | 0,7            | 0,6            | 0,3            | 2,3            |
| 2016/17                                                                                  | Сан-Антонио | 72               | 14               | 14,2             | 44,5             | 37,5             | 78,9             | 2,9              | 1,3              | 0,7              | 0,4              | 3,4              | 15             | 1              | 13,0           | 56,3           | 30,0           | 72,7           | 3,1            | 1,7            | 0,7            | 0,1            | 5,5            |
| 2017/18                                                                                  | Сан-Антонио | 74               | 67               | 26,7             | 52,7             | 33,3             | 71,2             | 5,4              | 2,7              | 1,6              | 0,8              | 7,9              | 5              | 1              | 14,7           | 60,0           | 0,0            | 75,0           | 2,6            | 0,6            | 1,2            | 0,2            | 5,4            |
| 2018/19                                                                                  | Мемфис      | 43               | 40               | 29,8             | 54,3             | 26,5             | 57,8             | 5,8              | 3,0              | 1,3              | 0,9              | 8,0              | Не участвовал  | Не участвовал  | Не участвовал  | Не участвовал  | Не участвовал  | Не участвовал  | Не участвовал  | Не участвовал  | Не участвовал  | Не участвовал  | Не участвовал  |
| 2019/20                                                                                  | Мемфис      | 67               | 28               | 19,8             | 47,4             | 28,2             | 66,7             | 4,3              | 2,4              | 0,8              | 0,6              | 5,8              | Не участвовал  | Не участвовал  | Не участвовал  | Не участвовал  | Не участвовал  | Не участвовал  | Не участвовал  | Не участвовал  | Не участвовал  | Не участвовал  | Не участвовал  |
| 2020/21                                                                                  | Мемфис      | 69               | 69               | 27,4             | 46,8             | 36,0             | 78,3             | 5,7              | 3,6              | 1,2              | 0,8              | 12,4             | 5              | 5              | 28,4           | 42,9           | 25,0           | 75,0           | 5,0            | 3,2            | 2,8            | 0,0            | 8,4            |
| 2021/22                                                                                  | Мемфис      | 69               | 11               | 21,5             | 44,6             | 33,0             | 63,8             | 5,3              | 2,7              | 1,1              | 0,7              | 7,6              | 12             | 1              | 18,4           | 56,9           | 25,0           | 61,1           | 4,3            | 1,8            | 0,9            | 0,6            | 6,0            |
| 2022/23                                                                                  | Миннесота   | 69               | 46               | 28,4             | 50,9             | 41,0             | 73,5             | 5,3              | 4,9              | 1,1              | 0,9              | 9,4              | 4              | 0              | 25,9           | 50,0           | 33,3           | 100,0          | 4,0            | 4,5            | 1,8            | 0,5            | 8,5            |
| 2023/24                                                                                  | Миннесота   | 79               | 10               | 22,6             | 46,0             | 22,9             | 70,8             | 3,5              | 4,2              | 0,9              | 0,6              | 6,4              | 15             | 1              | 15,4           | 45,6           | 25,0           | 83,3           | 2,7            | 2,5            | 0,7            | 0,3            | 4,3            |
|                                                                                          | Всего       | 653              | 304              | 21,9             | 47,9             | 33,8             | 71,4             | 4,4              | 2,8              | 1,0              | 0,6              | 6,9              | 66             | 9              | 16,6           | 49,8           | 25,5           | 74,1           | 3,3            | 1,9            | 1,0            | 0,3            | 5,2            |
| Наведите курсор мыши на аббревиатуры в заголовке таблицы, чтобы прочесть их расшифровку. |             |                  |                  |                  |                  |                  |                  |                  |                  |                  |                  |                  |                |                |                |                |                |                |                |                |                |                |                |

### Статистика в Джи-Лиге
| Сезон                                                                                    | Команда     | Регулярный сезон | Регулярный сезон | Регулярный сезон | Регулярный сезон | Регулярный сезон | Регулярный сезон | Регулярный сезон | Регулярный сезон | Регулярный сезон | Регулярный сезон | Регулярный сезон | Серия плей-офф | Серия плей-офф | Серия плей-офф | Серия плей-офф | Серия плей-офф | Серия плей-офф | Серия плей-офф | Серия плей-офф | Серия плей-офф | Серия плей-офф | Серия плей-офф |
| Сезон                                                                                    | Команда     | GP               | GS               | MPG              | FG%              | 3P%              | FT%              | RPG              | APG              | SPG              | BPG              | PPG              | GP             | GS             | MPG            | FG%            | 3P%            | FT%            | RPG            | APG            | SPG            | BPG            | PPG            |
| ---------------------------------------------------------------------------------------- | ----------- | ---------------- | ---------------- | ---------------- | ---------------- | ---------------- | ---------------- | ---------------- | ---------------- | ---------------- | ---------------- | ---------------- | -------------- | -------------- | -------------- | -------------- | -------------- | -------------- | -------------- | -------------- | -------------- | -------------- | -------------- |
| 2014/15                                                                                  | Остин Спёрс | 26               | 26               | 40,1             | 44,7             | 35,4             | 78,9             | 8,7              | 4,8              | 2,0              | 1,5              | 21,3             | 5              | 4              | 38,1           | 40,0           | 15,4           | 82,6           | 7,8            | 3,8            | 1,8            | 0,8            | 17,0           |
|                                                                                          | Всего       | 26               | 26               | 40,1             | 44,7             | 35,4             | 78,9             | 8,7              | 4,8              | 2,0              | 1,5              | 21,3             | 5              | 4              | 38,1           | 40,0           | 15,4           | 82,6           | 7,8            | 3,8            | 1,8            | 0,8            | 17,0           |
| Наведите курсор мыши на аббревиатуры в заголовке таблицы, чтобы прочесть их расшифровку. |             |                  |                  |                  |                  |                  |                  |                  |                  |                  |                  |                  |                |                |                |                |                |                |                |                |                |                |                |

### Статистика в NCAA
| Сезон | Команда | Conf   | Class | GP | GS | MPG  | FG%  | 3P%  | FT%  | RPG | APG | SPG | BPG | PPG  |
| --- | ------- | ------ | ----- | -- | -- | ---- | ---- | ---- | ---- | --- | --- | --- | --- | ---- |
| 2012/13 | УКЛА    | Pac-12 | FR    | 35 | 34 | 29,9 | 41,6 | 21,1 | 73,5 | 8,6 | 3,5 | 1,8 | 0,9 | 9,7  |
| 2013/14 | УКЛА    | Pac-12 | SO    | 36 | 36 | 33,2 | 48,0 | 48,3 | 73,7 | 8,8 | 6,5 | 1,8 | 0,8 | 14,6 |
| Всего | Всего   | Всего  | Всего | 71 | 70 | 31,6 | 45,2 | 37,5 | 73,6 | 8,7 | 5,0 | 1,8 | 0,8 | 12,2 |
| Наведите курсор мыши на аббревиатуры в заголовке таблицы, чтобы прочесть их расшифровку Статистика приведена с сайта sports-reference.com |         |        |       |    |    |      |      |      |      |     |     |     |     |      |